# Нимфалиды настоящие
Нимфалиды настоящие (лат. Nymphalinae) — подсемейство дневных бабочек из семейства Nymphalidae.

## Описание
Бабочки средних и крупных размеров. Крылья сверху обычно ярко окрашенные. Голова с глазами,  покрытыми торчащими волосками. Губные щупики также покрыты волосками. Усики с веретеновидной или, гораздо реже, с головчатой булавой. Центральная ячейка на передних крыльях всегда является замкнутой. Центральная ячейка на задних крыльях может быть, как замкнутой, так и нет. На передних крыльях жилки R1, R2 не ветвятся и берут начало от центральной ячейки. R3, R4, R5 имеют общий ствол, который также начинается от центральной ячейки. К костальному краю переднего крыла выходят жилки R1 и R2,  R3 выходит к вершине, а к внешнему краю крыла — R4, R5.

## Список триб и родов
- Coloburini
  - Baeotus Hemming, 1939
  - Colobura Billberg, 1820
  - Historis Hübner, 1819 Historis odius
  - Pycina Doubleday, 1849
  - Smyrna Hübner, 1823
  - Tigridia Hübner, 1819
- Nymphalini
  - Aglais Dalman, 1816

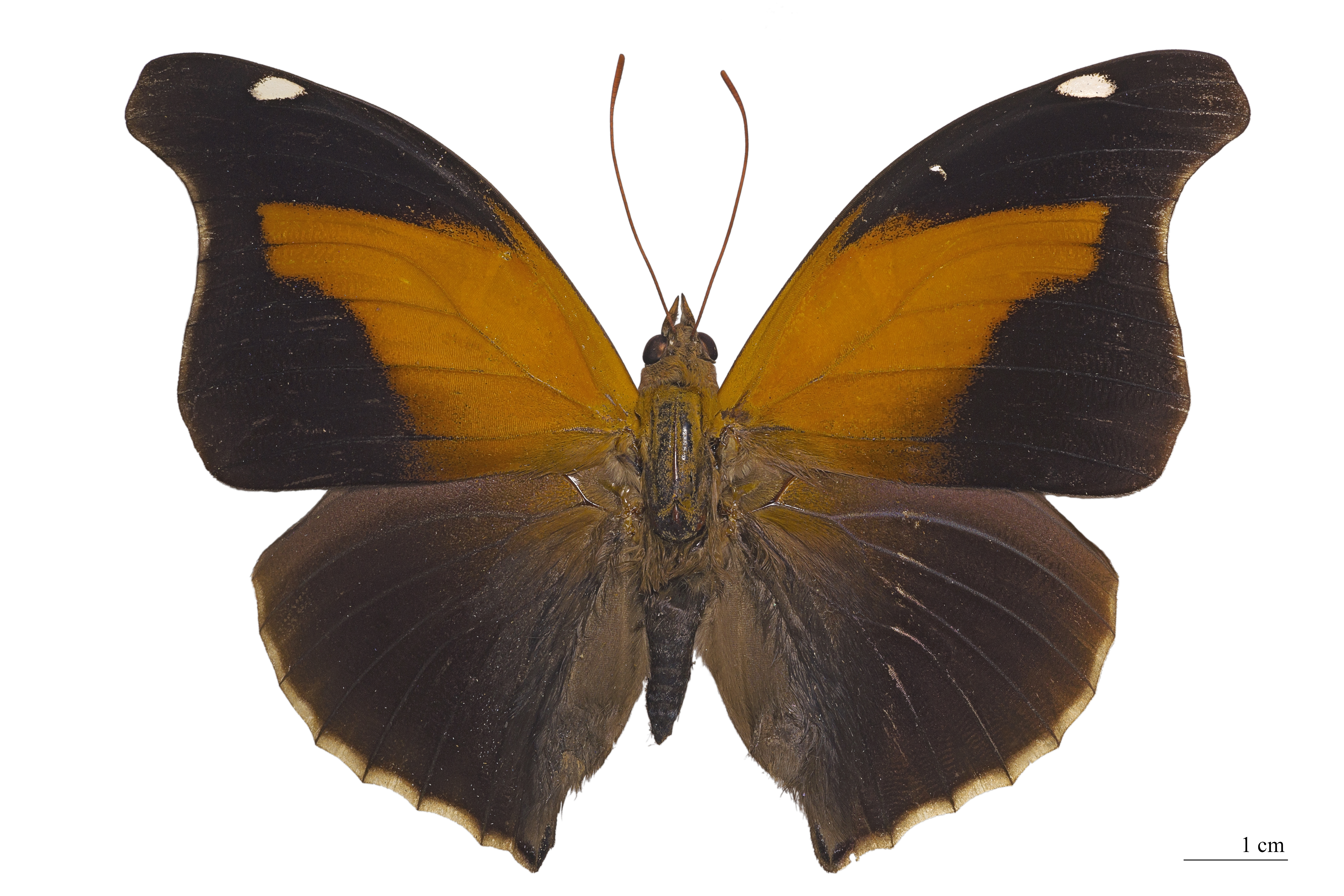
Historis odius

  - Antanartia Rothschild et Jordan, 1903
  - Araschnia Hübner, 1819 — Пестрокрыльницы
  - Hypanartia Hübner, 1821
  - Mynes Boisduval, 1832
  - Nymphalis Kluk, 1780
  - Polygonia Hübner, 1819 — Углокрыльницы
  - Pycina Doubleday, 1849
  - Symbrenthia Hübner, 1819
  - Vanessa Fabricius, 1807 — Ванессы
- Kallimini
  - Amnosia Doubleday, 1849
  - Anartia Hübner, 1819
  - Catacroptera Karsch, 1894
  - Doleschallia C. et R. Felder, 1860
  - Hypolimnas Hübner, 1819
  - Junonia Hübner, 1819
  - Kallima Doubleday, 1849 Kallima paralekta 

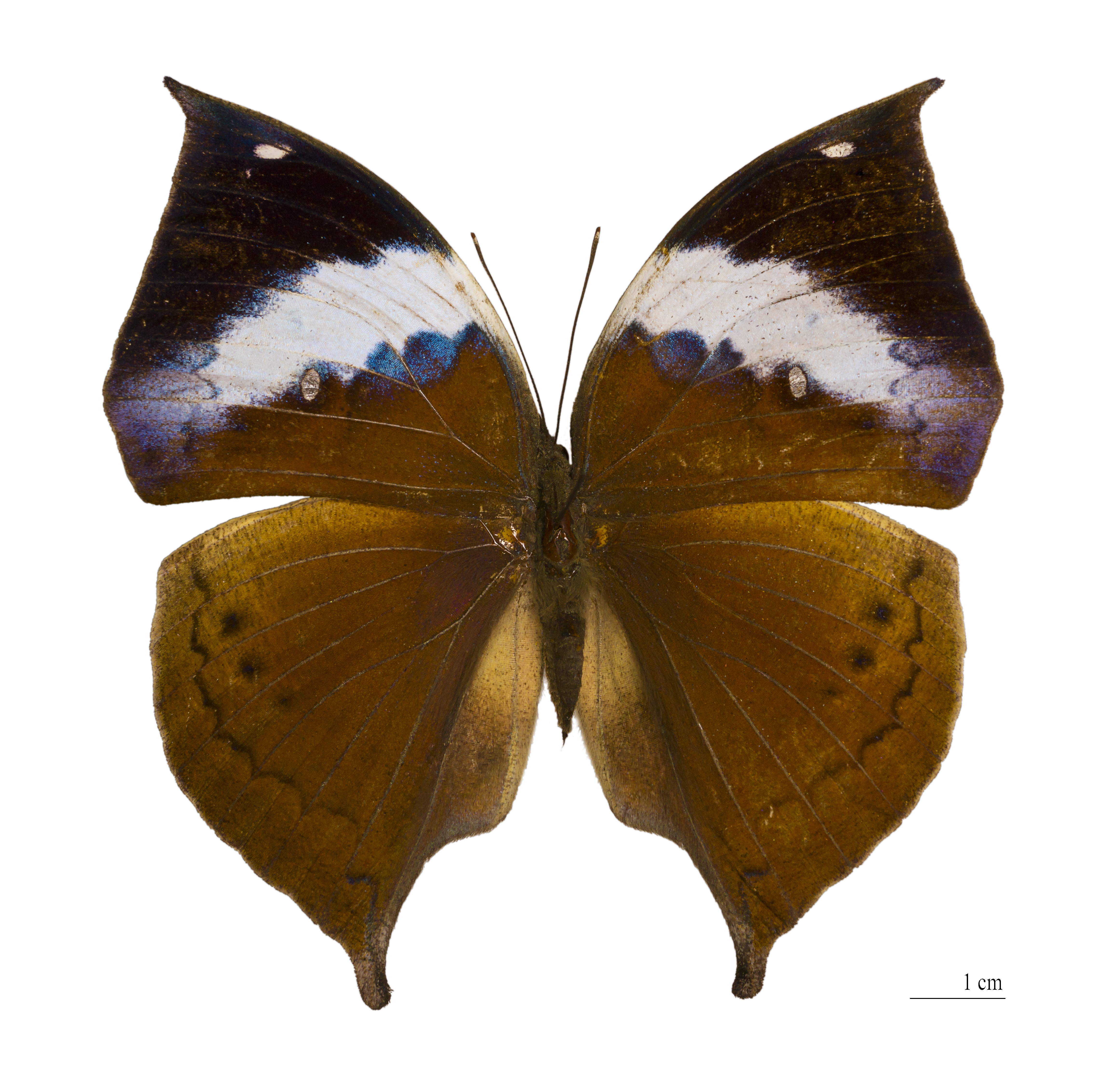
Kallima paralekta

  - Kallimoides Shirôzu et Nakanishi, 1984
  - Kamilla Collins et Larsen, 1991
  - Mallika Collins et Larsen, 1991
  - Metamorpha Hübner, 1819
  - Napeocles Bates, 1864
  - Rhinopalpa C. et R. Felder, 1860
  - Salamis Boisduval, 1833
  - Siproeta Hübner, 1823
  - Vanessula Dewitz, 1887
  - Yoma Doherty, 1886
- Melitaeini
  - Euphydryas Scudder, 1872
  - Melitaea Fabricius, 1807
  - Mellicta Billberg, 1820
  - Antillea Higgins, 1959
  - Atlantea Higgins, 1959
  - Charidryas Scudder, 1872
  - Chlosyne Butler, 1870
  - Dymasia Higgins, 1960
  - Higginsius Hemming, 1964
  - Microtia Bates, 1864
  - Poladryas Bauer, 1975
  - Texola Higgins, 1959
  - Thessalia Scudder, 1875
  - Gnathotriche C. et R. Felder, 1862

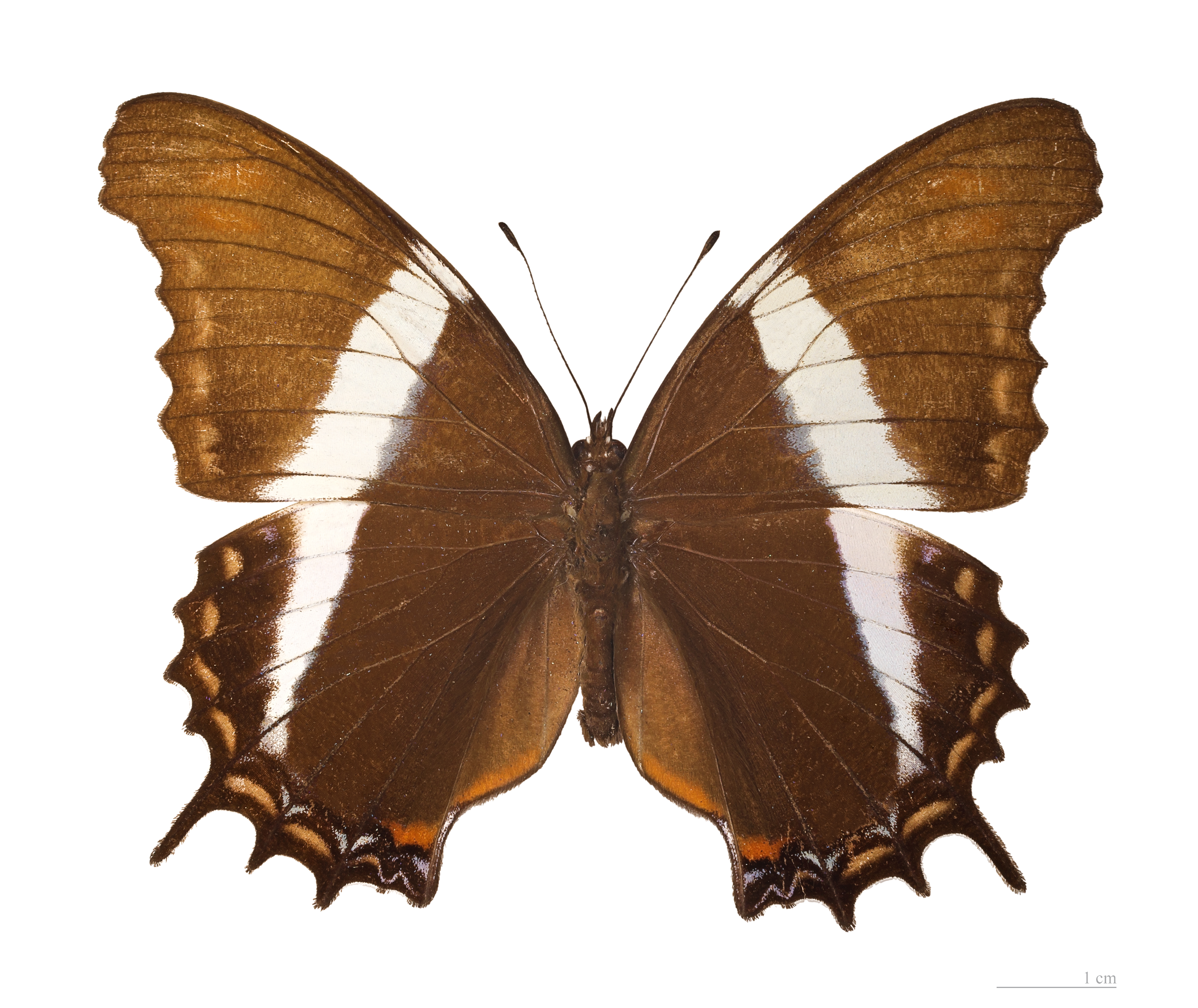
Victorinini Siproeta superba

  - Anthanassa Scudder, 1875
  - Castilia Higgins, 1981
  - Dagon Higgins, 1981
  - Eresia Boisduval, 1836
  - Janatella Higgins, 1981
  - Mazia Higgins, 1981
  - Ortilia Higgins, 1981
  - Phyciodes Hübner, 1819
  - Phystis Higgins, 1981
  - Tegosa Higgins, 1981
  - Telenassa Higgins, 1981
  - Tisonia Higgins, 1981
- Victorinini
  - Anartia Hübner, 1819.
  - Metamorpha Hübner, 1819.
  - Napeocles Bates, 1864.
  - Siproeta Hübner, 1823.Victorinini Siproeta superba
- Incertae sedis
  - Crenidomimas Karsch, 1894
  - Ichnusa Reuss, 1939